# احتمال الهروب التجاوبي
في الفيزياء النووية، احتمال الهروب التجاوبي {\displaystyle p} (بالإنجليزية: Resonance escape probability)‏، هو احتمال أن يمر النترون تدريجياً من الانشطار إلى الطاقات الحرارية. خلاف ذلك، يتم التقاطها بواسطة الرنين النووي، في عملية تسمى امتصاص الرنين لتنتج الانشطار النووي. يسمى احتمال الامتصاص بعامل الرنين {\displaystyle \psi } ومجموعها هو {\displaystyle p+\psi =1}.
بشكل عام، كلما كانت الطاقة النيوترونية أعلى، كلما كانت احتمالية الامتصاص أقل، بالنسبة لبعض الطاقات، التي تسمى طاقات الرنين، يكون عامل الرنين مرتفعًا للغاية. تعتمد هذه الطاقات على خصائص النوى الثقيلة. يتم تحديد احتمال الهروب التجاوبي بشكل كبير عن طريق هندسة غير متجانسة للمفاعل.
يظهر احتمال الهروب التجاوبي في صيغة العوامل الأربعة والعوامل الستة.